# Наводнение в странах Северного моря (2007)

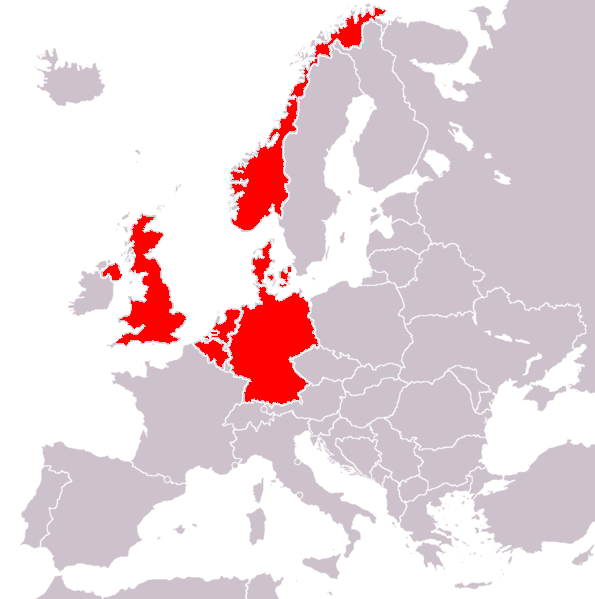
Страны, пострадавшие от наводнения

Наводнение в странах Северного моря в 2007 году — вызванный штормом высокий прилив, произошедший на берегах Северного моря в ночь с 8 на 9 ноября 2007 года. Пострадавшие страны: Нидерланды, Великобритания, Германия, Дания, Норвегия и Бельгия.
Ожидалось, что уровень воды поднимется более чем на 3 м выше средних значений. Наводнение и волны, по предположениям, могли разрушить защитные конструкции и затопить, в частности, берега Норфолка и Кента. Однако реальные показатели высоты воды были на 20 см ниже прогнозируемых, что позволило избежать сильного ущерба.
Предупреждение о наводнении было объявлено на восточном берегу Великобритании и на всём голландском побережье. Защитный барьер Масланткеринг в порту Роттердама был закрыт по «боевой» тревоге впервые с его создания в 1997 году. Дания и Германия объявили о сильных штормах с порывами ветра до 125 км/ч (34,7 м/с), а в Шотландии на Оркнейских и Шетлендских островах сила ветра ожидалась до 145 км/ч (40,3 м/с). Нефтяные платформы на норвежском шельфе были закрыты на время шторма.
Ещё одним последствием шторма оказался рекордный наплыв люриков в Северное море, численность которых на островах Фарне увеличилась с 7143 10 ноября до 28 803 11 ноября.